# Nanophthalmus meybohmi
Nanophthalmus meybohmi – gatunek chrząszcza z rodziny kusakowatych.
Gatunek ten opisany został w 2012 roku przez Miroslava Stevanović. Jako miejsce typowe wskazał Krasnają Polanę.
Chrząszcz ten ma ciało długości od 1,28 do 1,32 mm, ubarwione brązowo z jaśniejszymi stopami i głaszczkami, ciemniejszymi żuwaczkami i żółtawym oszczeceniem. Głowa pozbawiona oczu. Przedplecze prawie półokrągłe, wypukłe, najszersze pośrodku, o dobrze zaznaczonych, mikropiłkowanych bocznych żeberkach. Pokrywy owalne, najszersze przed środkiem, każda z pojedynczym dołkiem, położonym przy nasadzie i bliżej tarczki niż barku. Zapiersie pośrodku z płytkim wgłębieniem owalnego kształtu. Przednie golenie silnie zakrzywione, zwężone w okolicy przedniej ⅓ i rozszerzone w części odsiebnej. Edeagus o szerokim środkowym płacie z wierzchołkiem prawie trapezowatym w widoku brzusznym.
Kusak znany tylko z rosyjskiego Kraju Krasnodarskiego w zachodnim Kaukazie.